# Козара (корабль управления)
БПН-30 «Козара» — корабль управления Речной флотилии Вооружённых сил Сербии и один из самых старых кораблей, находящихся на вооружении в мире. Был куплен в 1961 году для замены другого командного корабля. Основная задача корабля — обеспечение командование Речной флотилии в полевых условиях, а также быть пунктом размещения командования флотилии во всех военных операциях. Помимо основных боевых функций, БПН-30 применяется для торжественных мероприятий и приёму высших государственных и военных лиц, а также для обучения личного состава речных частей и судоходных училищ.

## История
Корабль был построен в 1939 году на верфи в Линце и под название Кримхильд (нем. Kriemhild) плавал в составе Кригсмарине в составе Черноморского Флота до конца Второй мировой войны, как командное судно. После поражения Германии, корабль переквалифицировали в плавучую казарму «Орегон», части американских войск в Регенсбурге. В июне 1946 года был демилитаризован и передан компании «Баварский Ллойд» из этого же города. Корабль имел характеристики совпадающие с требованиями Речной флотилии СФРЮ, в качестве командирского корабля. С 6 по 15 июня 1960 года комиссия от командования ВМФ СФРЮ осмотрела судно в Регенсбурге и предложила его приобрести для нужд флота, в дальнейшем произвели равный обмен этого корабля на грузовое судно. Его доставили в Югославию в этом же году. Корабль был пришвартован в доке Донья Градина 29 мая 1961 года и получил название «Козара». В 1962 году вошёл в состав флота СФРЮ. С 1971 года на данном корабле был размещён штаб Речной флотилии. В 2013 году «Козара» прошла капитальный ремонт и модернизацию.

## Описание конструкции

### Общие описание
Для постройки корабля использовалась высококачественная сталь. Изначально корабль имел водоизмещение 600 тонн, длину 67 м, ширину 9,5 м и осадку 1,3 м. В движение его приводили два дизельных двигателя марки Kloeckner Humboldt-Deutz RV6-M-345, каждый мощностью 294 кВт, с которыми он развивал скорость в 21 км/ч. Дальность плавания — 6120 км на крейсерской скорости с автономностью плавания 45 суток. Всего за 60 лет эксплуатации, корабль наработал 16 850 часов, то есть средняя эксплуатация составляла 280 часов в год.

### Экипаж
На протяжении большей части времени эксплуатации «Козара» имел экипаж из 47 человек, но организационные изменения за последние десятилетия службы и внедрение более современного корабельного оборудования, позволили сократить количество членов экипажа на корабле. С момента реорганизации в 2008 году, численность членов экипажа сократилось до 30 человек. Также «Козара» может разместить в себе до 250 солдат с личным вооружением.

### Вооружение
На данный момент вооружение составляет три трёхствольные 20-мм корабельные орудия M-55/III. Боезапас судна составляет: 10 800 двадцатимиллиметровых снарядов к корабельным орудиям, 70 мин Р-1 или 50 мин КМД-2-500(с)

## ТТХ РПД-30 «Козара»
- Класс: Командный корабль
- Экипаж: 47 человек (с 2008 года 30 человек)
- Скорость по течению: 25 км/ч
- Скорость против течения: 15 км/ч
- Автономность плавания: 15 суток
- Полное водоизмещение: 601,5 т
- Двигатели: Два дизельных двигателя Kloeckner Humboldt-Deutz RV6-M-345 мощностью 294 кВт каждый
- Зенитное вооружение: 3 орудия M-55/III
- Минное вооружение: 70 мин Р-1 или 50 мин КМД-2-500(с) или 20 мин AIM-M82 или 70 мин ROCKAN

## Капитальный ремонт и модернизация
С ноября 2009 года по сентябрь 2013 года «Козара» находилась в доке для капитального ремонта и модернизации в цехах Апатинского судостроительного завода.

### Модернизация основных корабельных систем
В рамках капитального ремонта корабельных систем БПН-30 «Козара» было принято решение о модернизации всех корабельных систем (силовых агрегатов, движущих систем, внутренние и внешние радиооборудование корабля, а так же установлено современное навигационно-информационное оборудование). На корабль было установлено: новая система управления, навигационные и сигнальные огни, система водоотвода (для сточных и технических вод), система противопожарной защиты, а так же новые резервуары для питьевой воды общим объёмом 22000 литров. А так же обновлена система для швартовки и постановки судна на якорь.

### Модификация силовой системы корабля
Корабль приводится в движение дизель-электрической силовой установкой, состоящий из дизельного двигателя марки Caterpillar и нескольких генераторов, от них зависит вся энергосистема корабля, а так же двух электродвигателей «Кончар», предназначенных для энергообеспечения двух грибных винтов, общей мощность 800 кВт, с помощью которых корабль достигает свою скорость в 25 км/ч. Считается первым надводным военным кораблям с дизель-электрической силовой установкой, как в Сербии, так и в регионе.

### Вооружение
Установлены новые лёгкие противокорабельные ракеты, благодаря, чему удалось сократить количество зенитного артиллерийского вооружения с трёх единиц до одной.

## Двигатели Kloeckner Humboldt-Deutz RV6-M-345
В ходе модернизации корабля оригинальные двигатели Kloeckner Humboldt-Deutz RV6-M-345 были демонтированы и заменены на дизельную установку марки Caterpillar. Это единственные два двигателя этой серии, которые идеально сохранились до наших времён. У них всего 16 850 моточасов в эксплуатации и могут функционировать и по сей день.

## Известные члены экипажа
Для ряда командиров военно-морского флота Югославии служивших в период с 1960 по 1970 год. За весь период службы в ВМС СФРЮ и Речной флотилии Сербии на корабле сменилось 17 командиров:
1. Иван Мерсел, капитан
2. Миомир Симич, лейтенант
3. Видое Домазетович, капитан
4. Вела Мулотинович, лейтенант
5. Миливое Димитриевич, лейтенант
6. .Димитрий Койич, лейтенант (1970—1972)
7. Миливое Радович, лейтенант (1972—1975)
8. Михайло Драшкович, лейтенант (1975)
9. Миодраг Николич, лейтенант (1975—1987)
10. Перо Брушняк, лейтенант (1987—1991; 1997—2005)
11. Мухамед Сафрадзия, капитан (1995—1997)
12. Мухамед Мандич, капитан (1995—1997)
13. Зоран Янкович, лейтенант (2005—2006)
14. Милован Баич, лейтенант (2006—2007)
15. Дарко Стричич, лейтенант (2007—2012).
16. Душан Ристич, капитан (2012—2018)
17. Владимир Милич, лейтенант (2018 — н. в.)